# Илија Калабријски
Свети Илија Калабријски,  Илија из Ене (рођ, Јован Рахит, 822/823  Енa – 17. август 903. у Солун), хришћански светитељ. Познат је и као Свети Илија Млађи.
Православна црква га помиње 17. августа.

## Биографија
Због муслиманског освајања Сицилије, Јован је био приморан да напусти град Ену, који су Сарацени освојили 859. упркос његовој снази као војног упоришта. Арапи су ипак успели да затворе Илију, и одвели у Ифрикију да би га продали као роба. Пошто је успео да се врати на слободу, Илија је одлучио да проповеда Јеванђеље, неколико пута ризикујући свој живот, и стигао је у Палестину, где је примио монашки чин од јерусалимског патријарха. После три године у манастиру на Синају, Илија је предузео низ мисионарских путовања, прво у Александрију у Египту, а затим у Персију, Антиохију и поново у Африку. После 878. Сиракуза је такође пала у арапске руке. Након тога се вратио на острво, где је у Палерму срео своју остарелиу мајку. У Таормини је упознао Данила, свог новог ученика. Идући на север, Илија је живео у Калабрији, где је 884. године, у Долини соли, тачније на гори Аулинас (данас гора Свети Илија код Палми), основао манастир касније назван по њему. Потоње арапске инвазије приморале су Илију да побегне у Патрас у Грчкој, а затим у Санта Катарину у Аспромонтеу.
Илија је потом отишао на ходочашће у Рим. Његово мисионарење на три континента проширили су његову славу и на Цариград, где га је византијски цар Лав VI Мудри позвао да га посети. Међутим, Илија, који је имао седамдесет година, кренуо је у Цариград, разболео се успут и умро је у Солуну. Његов највернији пријатељ и сапутник, монах Данило, сахранио га је у манастиру Монте Аулинас, на Палми, где је он основао манастир.